# Domaća rič
Domaća rič zbornik je radova znanstvenog skupa "Domaća rič".

## Povijest
Jezikoslovno-pjesnički skup "Domaća rič" posvećen je očuvanju hrvatskog jezika i baštine, s osobitim naglaskom na dijalektalnim govorima. U organizaciji zadarskog ogranka Matice hrvatske prvi put održan je 27. siječnja 1994. godine u Zadru. Do 1999. godine održavao se godišnje, zatim svake dvije godine. Dosadašnji skupovi održani su u Zadru, Pagu i Biogradu na moru.
Urednici Domaće riči bili su Šime Batović (1994. – 2014.), Vjekoslav Ćosić (2014.) i Ivan Paštar (od 2015.). Prvih osam brojeva zbornika otisnuto je u časopisu Zadarska smotra, a od devetog broja objavljuje se kao zasebna publikacija.

## Sadržaj
Zbornik sadrži radove izložene na istoimenim skupovima, tematski vezane uz hrvatski jezik, dijalekte i baštinu. Prilozi su pisani i na dijalektima.
Zbornik nije dostupan u digitalnom obliku.